# Entre Rios do Sul
Entre Rios do Sul é um município do estado brasileiro do Rio Grande do Sul. É conhecido como a "Capital Nacional da Motonáutica", pois todo ano acontecem corridas aquáticas do gênero na cidade. Sua população, conforme estimativas do IBGE de 2020, era de 2 758 habitantes.

## Geografia
Pertence à Mesorregião do Noroeste Rio-Grandense e à Microrregião de Erechim.